# Lokalbahn Göpfritz–Raabs
| Bahnhof Raabs an der Thaya |                      |                      |                      |
| Streckennummer: | 175 01               |                      |                      |
| Streckenlänge: | 19,5 km              |                      |                      |
| Spurweite: | 1435 mm (Normalspur) |                      |                      |
| Maximale Neigung: | 27 ‰                 |                      |                      |
| Minimaler Radius: | 140 m                |                      |                      |
| Streckengeschwindigkeit: | 40 km/h              |                      |                      |
| |                      |                      |                      |
| \| \| \| von Wien FJB \| \| \| \| 0,0 \| Göpfritz an der Wild \| Göpfritz an der Wild \| \| \| \| nach Gmünd (–Cheb) \| \| \| \| 5,6 \| Schönfeld-Kirchberg \| Schönfeld-Kirchberg \| \| \| 8,5 \| Groß-Siegharts \| Groß-Siegharts \| \| \| 11,3 \| Sieghartsles \| Sieghartsles \| \| \| 12,4 \| Weinern \| Weinern \| \| \| 15,2 \| Pfaffenschlag-Aigen \| Pfaffenschlag-Aigen \| \| \| 17,9 \| Oberndorf bei Raabs \| Oberndorf bei Raabs \| \| \| 19,5 \| Raabs an der Thaya \| Raabs an der Thaya \| \| \| \| \| \| \| Quellen: [1] \| \| \| \| |                      |                      |                      |
| Strecke |                      | von Wien FJB         | von Wien FJB         |
| Bahnhof | 0,0                  | Göpfritz an der Wild | Göpfritz an der Wild |
| Abzweig ehemals geradeaus und nach links |                      | nach Gmünd (–Cheb)   | nach Gmünd (–Cheb)   |
| Haltepunkt / Haltestelle (Strecke außer Betrieb) | 5,6                  | Schönfeld-Kirchberg  | Schönfeld-Kirchberg  |
| Bahnhof (Strecke außer Betrieb) | 8,5                  | Groß-Siegharts       | Groß-Siegharts       |
| Haltepunkt / Haltestelle (Strecke außer Betrieb) | 11,3                 | Sieghartsles         | Sieghartsles         |
| Haltepunkt / Haltestelle (Strecke außer Betrieb) | 12,4                 | Weinern              | Weinern              |
| Haltepunkt / Haltestelle (Strecke außer Betrieb) | 15,2                 | Pfaffenschlag-Aigen  | Pfaffenschlag-Aigen  |
| Haltepunkt / Haltestelle (Strecke außer Betrieb) | 17,9                 | Oberndorf bei Raabs  | Oberndorf bei Raabs  |
| Kopfbahnhof Streckenende (Strecke außer Betrieb) | 19,5                 | Raabs an der Thaya   | Raabs an der Thaya   |
| |                      |                      |                      |
| Quellen: |                      |                      |                      |

Die Lokalbahn Göpfritz–Raabs war eine Nebenbahn in Österreich. Sie zweigte in Göpfritz an der Wild von der Bahnstrecke Wien–Gmünd ab und führte im niederösterreichischen Waldviertel über Groß-Siegharts nach Raabs an der Thaya. Die Strecke ist seit 2013 stillgelegt.

## Geschichte

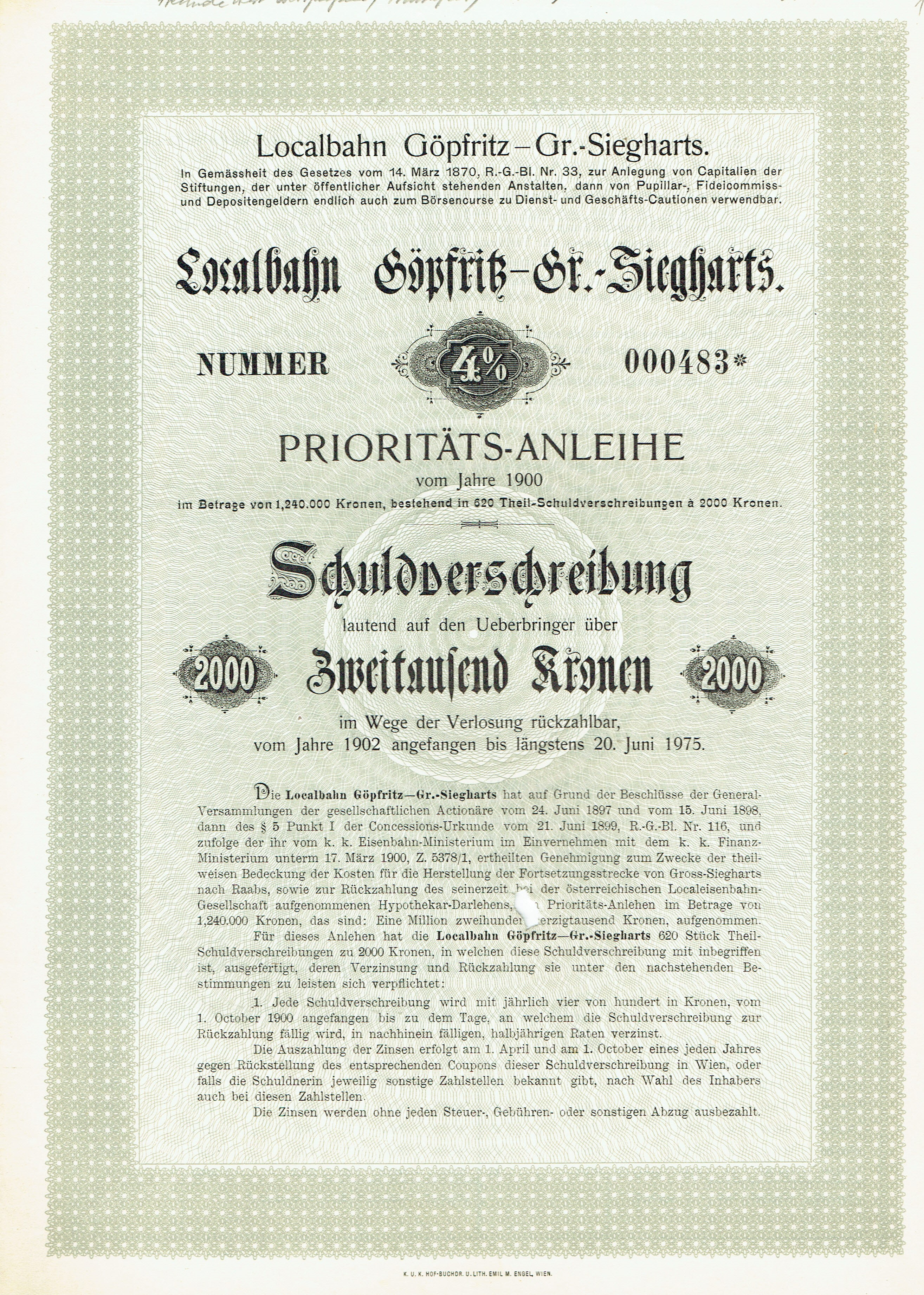
Schuldverschreibung der Localbahn Göpfritz-Gr.-Siegharts vom 1. Mai 1900; sie diente u. a. zur Deckung der Kosten für die Herstellung der Fortsetzungsstrecke von Groß-Siegharts nach Raabs

Die Strecke war ursprünglich im Jahre 1890 als Schmalspurbahn Göpfritz an der Wild–Mährisch Budwitz (71 km) geplant und mit Erlass vom 7. August 1890 des k.u.k. Handelsministeriums genehmigt worden, worauf am 10. September 1891 die Trassenrevision erfolgte. Wegen der Einwände von Seiten der Gemeinde Raabs an der Thaya und der Generaldirektion der k.k. Staatsbahnen wurde dieses Schmalspurprojekt nicht umgesetzt.
Am 16. Februar 1894 erhielten Rudolf Graf van der Straten, Richard Baron Suttner, Josef Adensamer (Industrieller) und die Gemeinde Groß-Siegharts mit einer Concessionsurkunde das Recht zum Bau einer normalspurigen Lokalbahn von der Station Göpfritz der Staatsbahnlinie Wien–Eger nach Groß-Siegharts mit eventueller Fortsetzung bis Raabs an der Thaya. Bereits am 18. August 1895, dem Geburtstag Kaiser Franz Josefs erfolgte die feierliche Eröffnung der Strecke bis Groß-Siegharts.
Beim Weiterbau der Strecke wurden Unstimmigkeiten betreffend den Endbahnhof Oberndorf bei Raabs oder Raabs an der Thaya im Herbst des Jahres 1899 mit Baubeginn der Strecke Groß-Siegharts – Raabs an der Thaya beendet. Die Konzession wurde am 21. Juni 1899 erteilt und die Strecke am 14. Oktober 1900 eröffnet.
Der Ausbruch des Ersten Weltkrieges verhinderte den ursprünglich geplanten Ausbau der Strecke von Raabs an der Thaya über Drosendorf weiter nach Znaim. Diese Verbindung wurde am 1. Juli 1897 vorkonzessioniert, aber nie verwirklicht.
Am 1. Jänner 1930 erfolgte die Verstaatlichung der Strecke gemäß Kundmachung des BM für Handel und Verkehr vom 12. Oktober 1929.

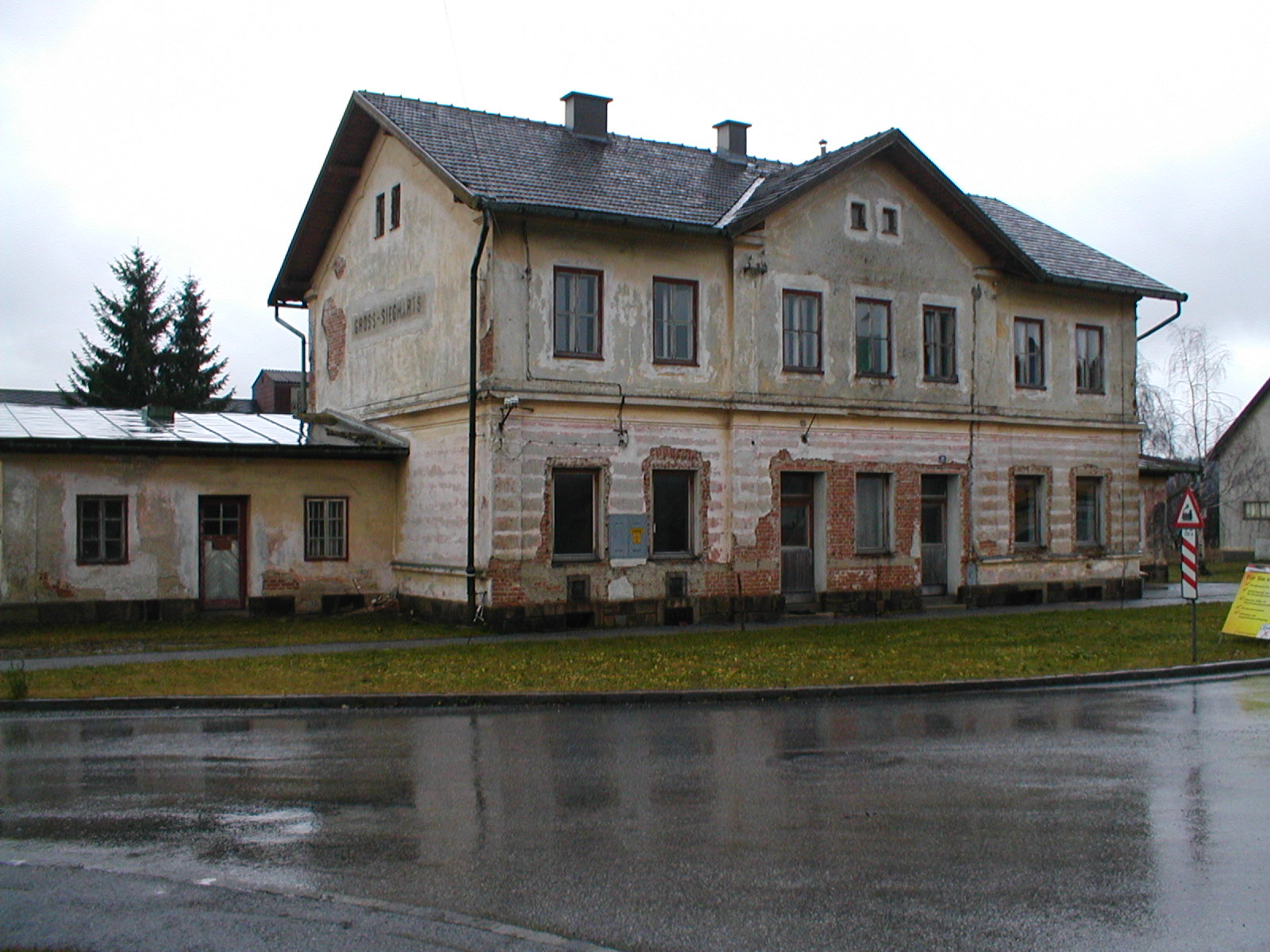
Bahnhof Groß-Siegharts, 2002

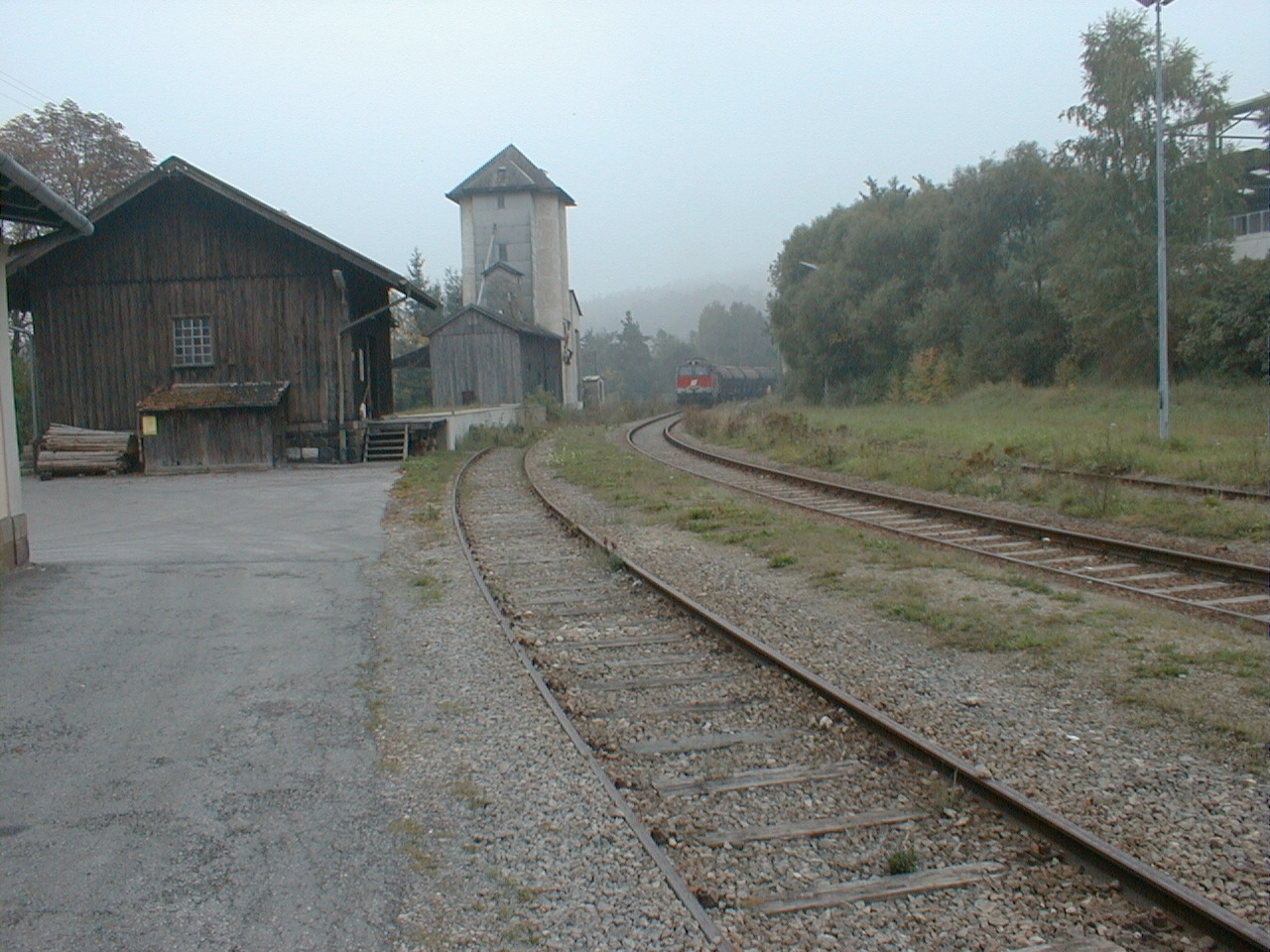
Die letzte offizielle Bedienung des Bahnhofes Raabs am 27. September 2000

Der erste fahrplanmäßige Zug auf der Strecke Göpfritz an der Wild – Groß-Siegharts war Zug Nr.: 3052, er verkehrte am 19. August 1895 mit Lok 9779 und 5 Wagen besetzt mit 27 Reisenden, Abfahrt vom Bahnhof Groß-Siegharts um 04:00 Uhr, Ankunft im Bahnhof Göpfritz um 04:36 Uhr.
Der erste fahrplanmäßige Zug auf der Strecke Raabs an der Thaya – Groß-Siegharts verkehrte am 15. Oktober 1900 mit Lok 9791 und 3 Wagen, Abfahrt am Bahnhof Raabs an der Thaya um 03:10 Uhr, Ankunft im Bahnhof Göpfritz um 04:36 Uhr mit Lokführer Michael Renner und Heizer Alois Reck am Führerstand.
Der Bahnhof Groß-Siegharts wurde am 1. Jänner 1979 in eine Halte- und Ladestelle und der Bahnhof Raabs an der Thaya in einen Geschäftsführerbahnhof umgewandelt und dem Bahnhof Göpfritz unterstellt.
Der Personenverkehr wurde, wie auf mehreren anderen Strecken im Waldviertel, am 28. September 1986 eingestellt, der verbliebene Güterverkehr erst im Jahr 2001. In den Jahren vor der Einstellung des Personenverkehrs fuhren nicht mehr als 3 bis 4 Personenzugpaare pro Tag, die Fahrzeit betrug rund 35 Minuten bis eine Stunde. Zuletzt wurden noch die Lagerhäuser der landwirtschaftlichen Genossenschaften in Groß Siegharts und Raabs bedient. Die Strecke wurde ab Mai 2013 abgebaut. Beginnend am Bahnhof Raabs/Thaya wurden die Rückbaumaßnahmen vorgenommen.
Für die Landesausstellung 2009 Österreich. Tschechien. geteilt – getrennt – vereint in Raabs hat man versucht, die Strecke mit einem Touristenzug, ähnlich dem Reblausexpress, wiederzubeleben. Dieses Projekt wurde jedoch nicht verwirklicht, weil nie geklärt werden konnte, wie die Strecke nach der Landesausstellung weiter zu nutzen wäre.
Im Frühjahr 2009 gab es seitens der Anrainergemeinden Überlegungen, die Bahnstrecke von den ÖBB zu übernehmen und einer Nachnutzung als Rad- oder Wanderweg zuzuführen. 2010 wurde diese Idee in einem gemeinsamen Projekt „Thayarunde-Radweg“ inklusive der Thayatalbahn wieder aufgegriffen und nach Abklärung der Finanzierung wird seit 2013 die Strecke abgerissen und umgestaltet.
Ende Juli 2013 wurde das Bahnhofsgebäude (Aufnahmegebäude) und das Magazin in Raabs/Thaya abgerissen. Wenige Zeit später musste auch das ehemalige Bahnhofsgebäude in Groß-Siegharts weichen. Hier wurde am 19. August 2013 mit den Abrissmaßnahmen begonnen. Bis 2015 wurden sämtliche Bauten und die Gleisanlage selbst abgetragen.

## Fahrzeugeinsatz
Ab 1927 verkehrte der vierachsige Dieseltriebwagen VT 12.02.
Die wenigen Züge wurden zwischen 1970 und 1992 vorwiegend durch die Diesellokomotive der Baureihe 2045 oder in Dampfzeiten durch die allgegenwärtige Baureihe 93 geführt. Nach 1992 verkehrten die Baureihen 2043/2143 bis zum Ende des Gesamtbetriebes auf dieser Strecke. Die letzte offizielle Bedienung der Strecke erfolgte am 27. September 2000 (Kartoffeltransport).